# Ceratophysella quinquesetosa
Ceratophysella quinquesetosa is een springstaartensoort uit de familie van de Hypogastruridae. De wetenschappelijke naam van de soort is voor het eerst geldig gepubliceerd in 1958 door Gisin.